# Ernest Howard Griffiths
 Ernest Howard Griffiths (* 15. Juni 1851 in Brecon, Wales; † 3. März 1932) war ein britischer Physiker.  Mütterlicherseits stammte er vom britischen Admiral Robert Blake ab. Er wurde zum Fellow of the Royal Society im Jahre 1895 gewählt. 1907 gewann er die Hughes Medal für seine Verdienste um die exakten physikalischen Messungen („for his contributions to exact physical measurement“).

## Leben
Griffiths wurde 1901 Direktor des University College of South Wales and Monmouthshire, Cardiff (heute: Cardiff University). Er erhielt eine Professur in experimenteller Philosophie. Er war Fellow des Jesus College, Oxford in den Jahren 1905, 1909, 1913 und 1917.